# 엘리엇 아론슨

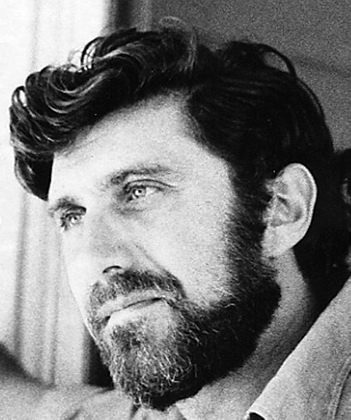

엘리엇 아론슨(Elliot Aronson 1932년 1월 9일 ~ )은 인지부조화 이론에 대한 실험을 수행하고 인종간 적대감과 편견을 줄이면서 학습을 촉진하는 협력 교육 기법인 직소교실모형(Jigsaw Classroom)을 개발한 미국 심리학자이다. 그의 1972년 사회 심리학 저서인 사회동물(The Social Animal)에서 그는 아론슨(Aronson)의 제 1 법칙을 “미친 일을하는 사람은 반드시 미쳤을 필요는 없다”고 언급하여 기괴한 행동에서 상황적 요인의 중요성을 주장했다. 그는 미국 심리학 협회의 120년 역사에서 작문, 교육 및 연구에 대한 세 가지 주요 상을 모두 수상한 유일한 사람이다. 2007년에 그는 "우리가 일상 생활을 보는 방식을 근본적으로 바꾼"과학자로 인용된 심리학 협회로부터 평생 공로상 윌리엄 제임스 상(William James Award)을 수상했다. 2002년에 발표된 일반 심리학 조사에 대한 리뷰는 아론슨(Aronson)을 20세기에 가장 많이 인용된 심리학자 78위로 선정했다.  그는 공식적으로 1994년에 은퇴했지만 계속해서 가르치고 글을 쓰고 있다.

## 같이 보기
- 티모시 윌슨